# Франсия, Сьюзан
Сьюзан Франсия (англ. Susan Francia; род. 8 ноября 1982, Сегед, Венгрия), урождённая Жужанна Франция (венг. Zsuzsanna Francia) — американская гребчиха венгерского происхождения, выступавшая за сборную США по академической гребле в период 2005—2014 годов. Двукратная олимпийская чемпионка, пятикратная чемпионка мира, победительница многих регат национального и международного значения.

## Биография
Дочь американского биохимика венгерского происхождения Каталин Карико и её мужа Белы Франсия.
В двухлетнем возрасте переехала на постоянное жительство в США, детство провела в городе Абингтон (штат Пенсильвания). Училась в местной старшей школе, затем поступила в Пенсильванский университет, где в 2004 году получила степени бакалавра и магистра в области криминологии и социологии.
Заниматься академической греблей начала в 2001 году во время учёбы в университете, состояла в университетском гребном клубе, регулярно принимала участие в различных студенческих соревнованиях. Позже проходила подготовку в Гребном тренировочном центре Соединённых Штатов в Принстоне.
Дебютировала на международной арене в сезоне 2005 года, когда вошла в основной состав американской национальной сборной и выступила на нескольких крупных регатах, в частности в восьмёрках выиграла бронзовую медаль на этапе Кубка мира в Мюнхене, заняла четвёртое место на мировом первенстве в Гифу.
В 2006 году в восьмёрках одержала победу на чемпионате мира в Итоне.
В 2007 году в той же дисциплине победила на этапе Кубка мира в Люцерне и на мировом первенстве в Мюнхене.
Благодаря череде удачных выступлений удостоилась права защищать честь страны на летних Олимпийских играх 2008 года в Пекине. Вместе с командой, куда также вошли гребчихи Элеанор Логан, Линдсей Шуп, Анна Гудейл, Анна Камминс, Эрин Кафаро, Кэролайн Линд, Кэрин Дэвис и рулевая Мэри Уиппл, одержала победу в восьмёрках, превзойдя шедшие рядом лодки из Нидерландов и Румынии почти на две секунды — тем самым завоевала золотую олимпийскую медаль.
После пекинской Олимпиады Франсия осталась в составе гребной команды США на ещё один олимпийский цикл и продолжила принимать участие в крупнейших международных регатах. Так, в 2009 году на мировом первенстве в Познани она дважды поднималась на пьедестал почёта: выиграла золотые медали в рулевых восьмёрках и безрульных двойках.
В 2010 году отметилась победой в восьмёрках на этапе Кубка мира в Люцерне, в то время как в безрульных двойках получила бронзу на чемпионате мира в Карапиро — пропустила вперёд только экипажи из Новой Зеландии и Великобритании.
В 2011 году в восьмёрках победила на мировом первенстве в Бледе, став таким образом пятикратной чемпионкой мира по академической гребле.
Находясь в числе лидеров американской национальной сборной, благополучно прошла отбор на Олимпийские игры 2012 года в Лондоне. В восьмёрках совместно с Элеанор Логан, Эрин Кафаро, Эстер Лофгрен, Тейлор Ритцель, Меган Мусницки, Кэролайн Линд, Кэрин Дэвис и рулевой Мэри Уиппл заняла первое место в финале, обогнав ближайших преследовательниц из Канады более чем на секунду, и добавила в послужной список ещё одну золотую олимпийскую медаль.
В 2013 году решила попробовать себя в парных лодках, однако каких-то существенных успехов здесь не добилась — в финале чемпионата мира в Чхунджу в зачёте парных четвёрок пришла к финишу лишь пятой.
На мировом первенстве 2014 года в Амстердаме завоевала серебряную медаль в распашных безрульных четвёрках, уступив на финише новозеландским спортсменкам. По окончании этого сезона приняла решение завершить спортивную карьеру.
Впоследствии занялась тренерской деятельностью, проявила себя как оратор-вдохновитель.